# Giuseppe Acerbi
Giuseppe Acerbi (Castel Goffredo, 3 maggio 1773 – Castel Goffredo, 25 agosto 1846) è stato un esploratore, scrittore, archeologo, naturalista, musicista e diplomatico italiano.

## Biografia
Il nobiluomo Giuseppe Acerbi riceve una prima istruzione dai genitori, il colonnello Giacomo Acerbi (1740-1811) e la nobildonna Marianna Riva (1742-1822) di Castel Goffredo, poi dall'abate Saverio Bettinelli, nello spirito dei Lumi e si laurea in legge nel 1794 a Pavia.
Conosce le più importanti lingue europee, è politicamente vicino ai giacobini e nel 1798 intraprende un viaggio per l'Europa fino a Capo Nord, attraversando il nord della Finlandia e sostando a lungo ad Oulu, insieme con Bernardo Bellotti, figlio di un banchiere bresciano. In Svezia si unisce alla spedizione del colonnello Anders Fredrik Skjöldebrand.
Registra le sue osservazioni sui costumi delle popolazioni (riferisce per primo il vocabolo finlandese sauna), sulla letteratura, la musica popolare e la botanica. Al suo ritorno pubblica in inglese il resoconto del viaggio, Travels through Sweden, Finland and Lapland, to the North Cape in the years 1798 and 1799, in due volumi a Londra nel 1802. Divenuto famoso, è invitato nei salotti mondani e conosce importanti personaggi come Goethe, Madame de Staël, Malthus, Klopstock e a Parigi, anche come addetto alla legazione della Repubblica Cisalpina, Napoleone.

Nel libro vi sono però pesanti critiche alla Svezia e quel governo protesta con la Francia: l'Acerbi viene arrestato a Parigi e i diari sequestrati. L'incidente ha per conseguenza la fine del suo incarico diplomatico e il ritorno a Castel Goffredo dove cura i suoi poderi, pianta vitigni e scrive l'opuscolo Delle viti italiane.
Nella primavera del 1803 è iniziato alla Massoneria nella Loggia Les Élèves de Minerve.
Forse fu il rancore per l'umiliazione patita a indurlo a un mutamento di opinioni politiche; sta di fatto che nel 1814 è nella capitale austriaca durante il Congresso di Vienna e ottiene dal Metternich la nomina di console d'Austria a Lisbona, città che però non vedrà mai perché resta a Milano a dirigere la rivista mensile Biblioteca Italiana, che inizia le pubblicazioni il primo gennaio 1816, finanziata dal governo austriaco.

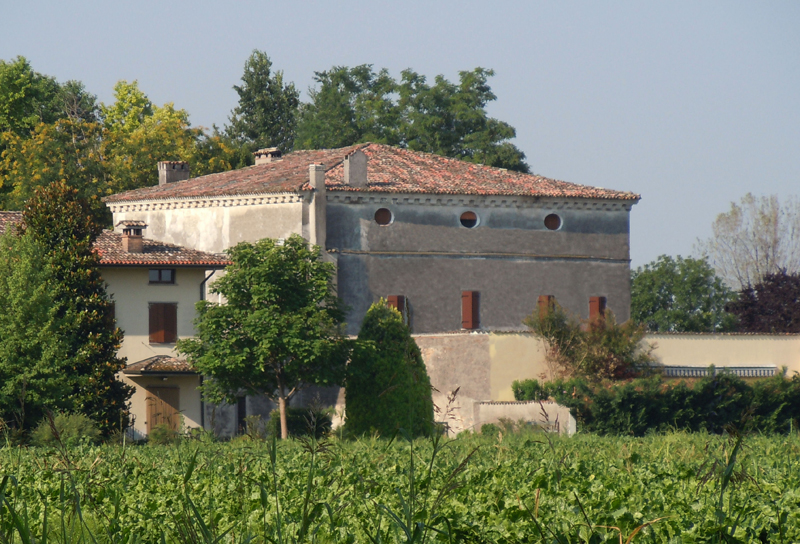
Castel Goffredo, Corte Palazzina

A Castel Goffredo, nella sua tenuta "La Palazzina", Giuseppe Acerbi verso il 1820 impianta a scopi scientifici circa 1 500 tipi di vite.
Nel settembre 1825 Giuseppe Acerbi lascia la direzione della Biblioteca Italiana perché nominato console generale austriaco in Egitto: gli subentrano Robustiano Gironi e Francesco Carlini.
Nel 1828 non partecipa ma fornisce informazioni importanti alla famosa spedizione di Jean-François Champollion. Acerbi visita l'Egitto e la Nubia successivamente nel 1829, raccogliendo materiale archeologico entrato a far parte soprattutto delle collezioni egizie di Milano e di Mantova.
Malato agli occhi, torna in Italia nel 1834, ed è consigliere del governo austriaco a Venezia per due anni. Nel 1836 si ritira definitivamente a Castel Goffredo: negli ultimi dieci anni amministra i suoi beni, alleva bachi da seta ed elabora i suoi diari di viaggio in Egitto, che però non fa in tempo a pubblicare per la sua morte che sopraggiunge nel 1846.

## Il viaggiatore

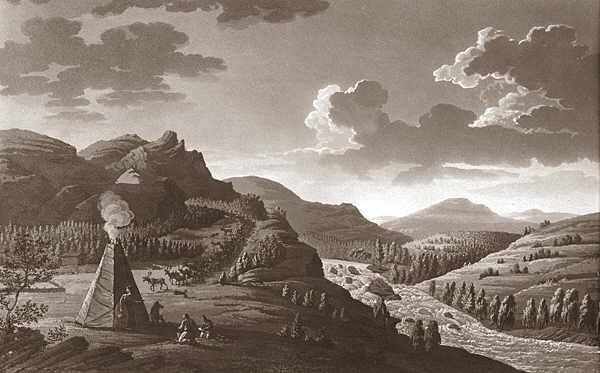
Disegno di Anders Fredrik Skjöldebrand, compagno di viaggio di Acerbi nella spedizione a Capo Nord.
Pubblicato nell'opera Voyage pittoresque au Cap Nord (1801-1802)

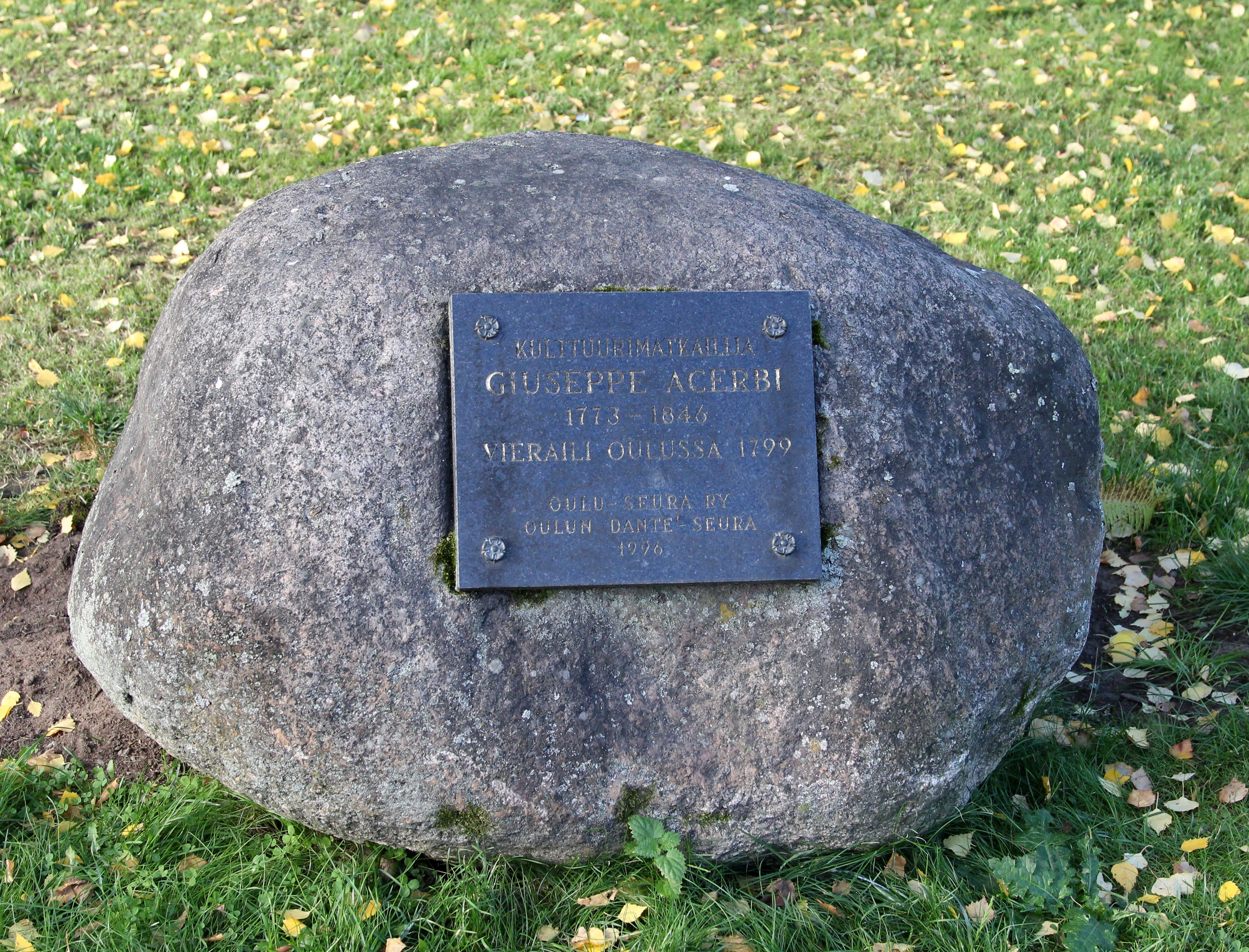
Targa commemorativa a Giuseppe Acerbi in Oulu

Durante la sua permanenza in Finlandia raccolse vari testi di poesie, Jos mun tuttuni tulisi ("Se il mio caro venisse"), la ninna nanna Nuku, nuku nurmilintu ("Dormi, dormi uccellino"), il poema di Antti Keksi sull'inondazione del fiume Tornionjoki del 1677, poi divenuto un canto religioso. 

Annotò la melodia della canzone Älä sure Suomen kansa ("Non affliggerti popolo di Finlandia") e del Kalevala, il poema epico finlandese, composto da 50 canti, o runi, descrivendone l'esecuzione dei runoja, i cantori sciamani del luogo, ma tale trascrizione è considerata imprecisa.
La figura dell'Acerbi è molto più nota in Finlandia che in Italia: la sigla della radio di Stato finlandese è tratta da una sua melodia.

## LaBiblioteca Italiana

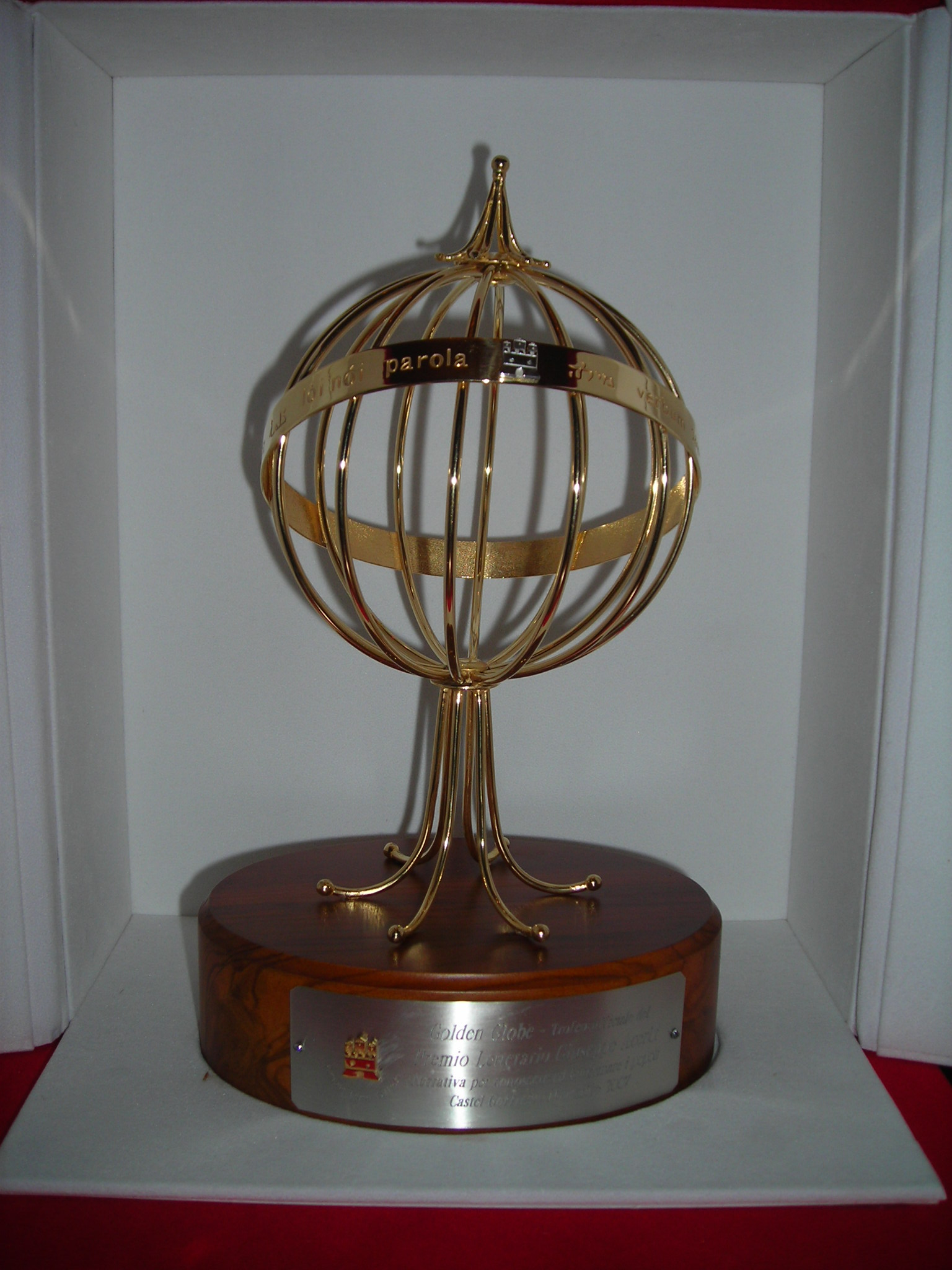
Il Premio letterario Giuseppe Acerbi

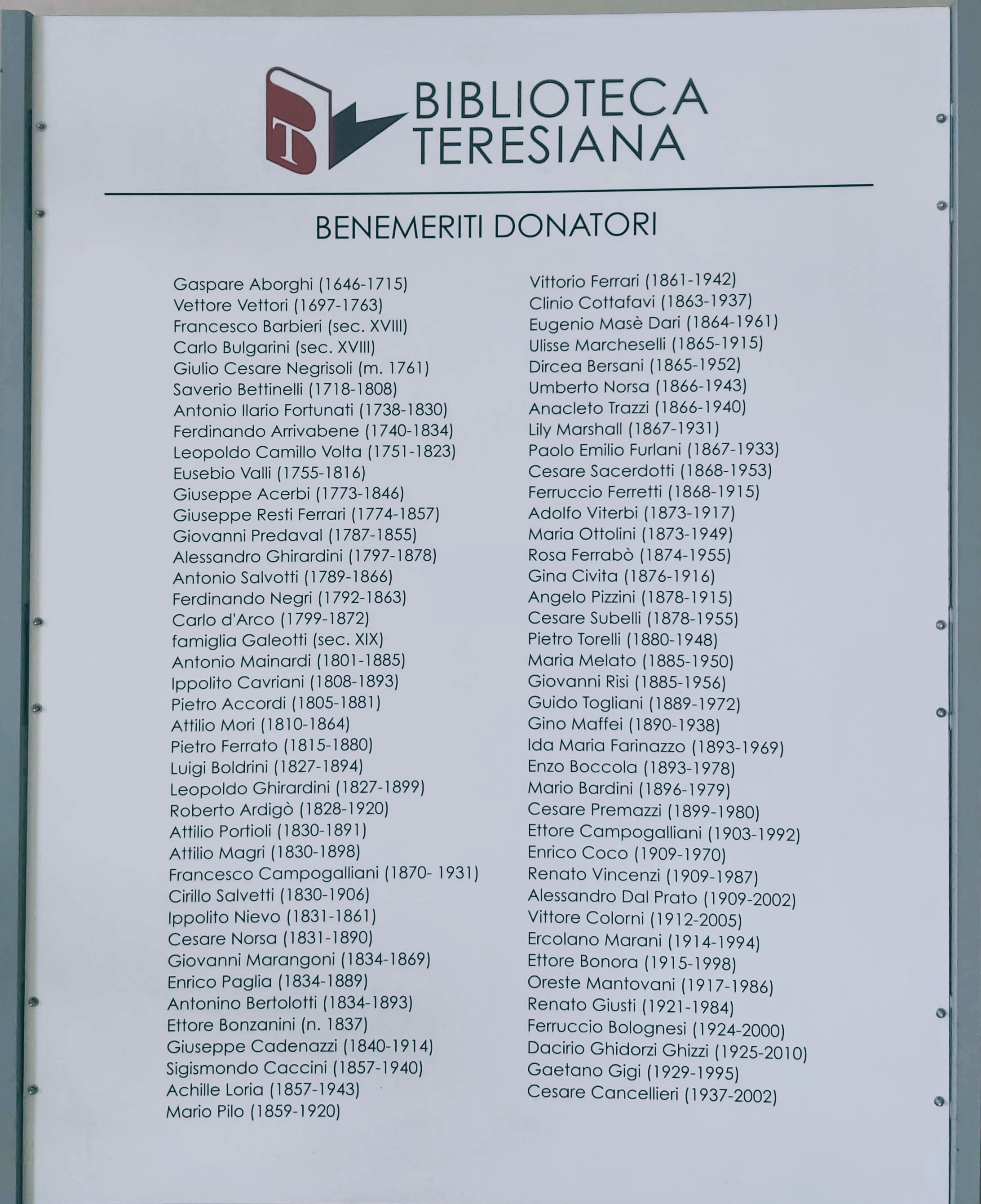
Giuseppe Acerbi tra i donatori della Biblioteca Teresiana di Mantova.

In Italia Acerbi ha una fama equivoca, legata all'occupazione austriaca. 
Nella Restaurazione succeduta alla sconfitta napoleonica l'Austria cercò, con un governo paternalistico ma anche con una buona amministrazione, di procurarsi il favore della popolazione e in particolare di ottenere la collaborazione o almeno la neutralità degli intellettuali, suoi potenziali avversari. 
Con la costituzione del periodico letterario Biblioteca Italiana, voluto dal conte Heinrich von Bellegarde e finanziato direttamente dal governo austriaco, cercò di contribuire a "rettificare le opinioni erronee sparse in tutte le forme dal cessato regime" e soprattutto di tener lontano i letterati dalla politica. La rivista superò i 700 abbonati.
Rifiutato l'incarico da Foscolo, la direzione della rivista fu assunta da Acerbi e la Biblioteca italiana, che fu edita dal 1816 al 1859, apparve presto uno strumento dell'oppressione austriaca, anche se i suoi collaboratori furono tra gli scrittori più prestigiosi del tempo: Vincenzo Monti, Pietro Giordani, Carlo Botta, Antonio Cesari, Giulio Perticari, Gian Domenico Romagnosi, Melchiorre Gioia, Silvio Pellico, Paride Zajotti e Giambattista Brocchi, definito dal Monti la principal colonna della Biblioteca puttana. Nel 1815 Vittorio Barzoni, amico dell'Acerbi, chiese di essere assunto come «segretario» della rivista, tuttavia la sua candidatura non venne accolta, probabilmente per motivi politici.
A Giuseppe Acerbi è intitolato il Premio Letterario Giuseppe Acerbi del comune di Castel Goffredo, nato nel 1993.

## Raccolta egizia al MACA - Mantova Collezioni Antiche
Costituì un'importante raccolta archeologica di 500 pezzi, che nel 1840 donò alla città di Mantova, atto riconfermato dal nipote erede Agostino Zanelli. Ora la sua collezione è interamente esposta al MACA - Mantova Collezioni Antiche.

## Scritti
- Travels through Sweden, Finland and Lapland to the North Cape in the years 1798 and 1799, London, Joseph Mawman, 1802, 2 vol.
- Vues de la Suède, de la Finlande, et de la Laponie, depuis de Détroit du Sund jusqu'au Cap Nord, composant un atlas de vingt-quatre planches dessinées sur les lieux, gravées à Londres par les meilleurs artistes d'après les dessins originaux, avec un texte explicatif. Par Joseph Acerbi, Paris, Didot, 1803
- Voyage au Cap Nord par la Suède, la Finlande et la Laponie, Paris, Levrault et Schoell, 1804, 4 vol.
- Tentativo di una classificazione geoponica delle viti, per servire di base alla descrizione di tutte le varietà tanto italiane che straniere, Milano, dall'I. R. Stamperia, 1825
- Viaggio al Capo Nord fatto l'anno 1799 dal signor cavaliere Giuseppe Acerbi, compendiato e per la prima volta pubblicato in Italia da Giuseppe Belloni antico militare italiano, Milano, Sonzogno, 1832
- Viaggio a Roma e a Napoli, 1834
- Il Giornale di Vienna di Giuseppe Acerbi: settembre-dicembre 1814, a cura di Manlio Gabrieli, Milano, 1972
- Edizioni critiche dei taccuini manoscritti[16]
- Viaggio in Lapponia 1799, Turku, Turun Yliopisto, 1996
- Il viaggio in Svezia e in Norvegia (1799 – 1800), Turku, Turun Yliopisto, 2000
- Il viaggio in Svezia e in Finlandia (1798 – 1799), Turku, Turun Yliopisto, 2005

## Componimenti musicali
Acerbi sapeva suonare il clarinetto, il clavicembalo e il pianoforte. L'elenco dei componimenti musicali di Acerbi comprende: 3 quartetti con clarinetto; 3 terzetti italiani per voce e pianoforte; tre duetti per flauto traverso; 1 quintetto per clarinetto.